# زیدنلانگنبک
زیدنلانگنبک (به آلمانی: Siedenlangenbeck) یک منطقهٔ مسکونی در آلمان است که در کوهفلده واقع شده‌است. زیدنلانگنبک ۴۶۶ نفر جمعیت دارد.